# Walther von Hünersdorff
Walther von Hünersdorff (28 de novembro de 1898 - 17 de julho de 1943) foi um oficial alemão que serviu no Deutsches Heer durante a Segunda Guerra Mundial. Foi condecorado com a Cruz de Cavaleiro da Cruz de Ferro com Folhas de Carvalho.

## Condecorações
| Cruz de Ferro (1914) 2ª Classe                                   |                        |
| Cruz de Ferro (1914) 1ª Classe                                   |                        |
| Cruz de Honra da Guerra Mundial 1914/1918                        |                        |
| Cruz de Ferro (1939) 2ª Classe                                   | 14 de maio de 1940     |
| Cruz de Ferro (1939) 1ª Classe                                   | 27 de maio de 1940     |
| Distintivo Panzer                                                |                        |
| Medalha da Frente Oriental                                       |                        |
| Cruz Germânica em Ouro                                           | 26 de janeiro de 1942  |
| Cruz de Cavaleiro da Cruz de Ferro                               | 22 de dezembro de 1942 |
| Cruz de Cavaleiro da Cruz de Ferro com Folhas de Carvalho nº 259 | 14 de julho de 1943    |